# Drepanosticta claaseni
Drepanosticta claaseni – gatunek ważki z rodziny Platystictidae.